# High by the Beach
„High by the Beach” este un cântec al cântareței americane Lana Del Rey și primul single de pe următorul său album, Honeymoon (2015). Piesa a fost lansată ca single pe data de 10 august 2015.

## Videoclipul
Pe data de 9 august 2015, Del Rey a postat o imagine promoțională din videoclipul piesei "High by the Beach" pe contul ei de Instagram. Pe data de 10 august, Del Rey a postat un videoclip scurt al videoclipului pe contul ei de Instagram. Pe 12 august, Del Rey a postat un videoclip de 15 secunde și a anuntat ca videoclipul complet va fi lansat pe data de 30 august.

## Lista pieselor
- Descărcare digitală[4]

1. "High by the Beach" – 4:17

## Clasamente
| Clasament (2015)                       | Poziție maximă |
| -------------------------------------- | -------------- |
| Australia (ARIA)                       | 51             |
| Austria (Ö3)                           | 56             |
| Belgia (Ultratrip Flanders)            | 6              |
| Belgia (Ultratop Wallonia)             | 16             |
| Canada (Canadian Hot)                  | 39             |
| Franța (SNEP)                          | 14             |
| Germania (Official German Charts)      | 75             |
| Ungaria (Single Top)                   | 23             |
| Irlanda (IRMA)                         | 59             |
| Italia (FIMI)                          | 93             |
| Israel (Media Forest)                  | 4              |
| Spania (PROMUSICAE)                    | 23             |
| Elveția (Schweizer Hitparade)          | 58             |
| Regatul Unit (UK Singles)              | 60             |
| Statele Unite ale Americii (Billboard) | 51             |

## Istoricul lansărilor
| Țară                       | Dată           | Format              | Casă de discuri | Ref.   |
| -------------------------- | -------------- | ------------------- | --------------- | ------ |
| Belgia                     | 10 august 2015 | Descărcare digitală | Universal Music | [ 5 ]  |
| Canada                     | 10 august 2015 | Descărcare digitală | Interscope      | [ 6 ]  |
| Franța                     | 10 august 2015 | Descărcare digitală | Polydor         | [ 7 ]  |
| Germania                   | 10 august 2015 | Descărcare digitală | Vertigo Capitol | [ 8 ]  |
| Italia                     | 10 august 2015 | Descărcare digitală | Universal Music | [ 9 ]  |
| Luxemburg                  | 10 august 2015 | Descărcare digitală | Universal Music | [ 10 ] |
| Portugalia                 | 10 august 2015 | Descărcare digitală | Universal Music | [ 11 ] |
| Spania                     | 10 august 2015 | Descărcare digitală | Universal Music | [ 12 ] |
| Elveția                    | 10 august 2015 | Descărcare digitală | Universal Music | [ 13 ] |
| Regatul Unit               | 10 august 2015 | Descărcare digitală | Polydor         |        |
| Statele Unite ale Americii | 10 august 2015 | Descărcare digitală | Interscope      | [ 4 ]  |